# Miss USA 2012
Miss USA 2012 fue la 61.ª edición de Miss USA. Se llevó a cabo el 3 de junio de 2012 en el Planet Hollywood Resort and Casino de Las Vegas, Nevada; siendo el quinto año consecutivo que tal ciudad y recinto sirven como sede. Candidatas provenientes de los 50 estados del país y el Distrito de Columbia compitieron por el título. Al final del evento Alyssa Campanella, Miss USA 2011 de California coronó a Olivia Culpo de Rhode Island como su sucesora. Posteriormente, Olivia resulta ganadora en Miss Universo 2012 y Nana Meriwether de Maryland (primera finalista) asumió el título.
La noche final del concurso fue transmitida por la televisora NBC; y en español por los canales Telemundo y Venevisión. Estuvo conducido por Andy Cohen y Giuliana Rancic; además de los comentarios tras bambalinas de Jeannie Mai y Kelly Osbourne. Los artistas que amenizaron la velada fueron los cantantes Akon y Cobra Starship.

## Resultados
| Resultado final           | Candidata |
| ------------------------- | --- |

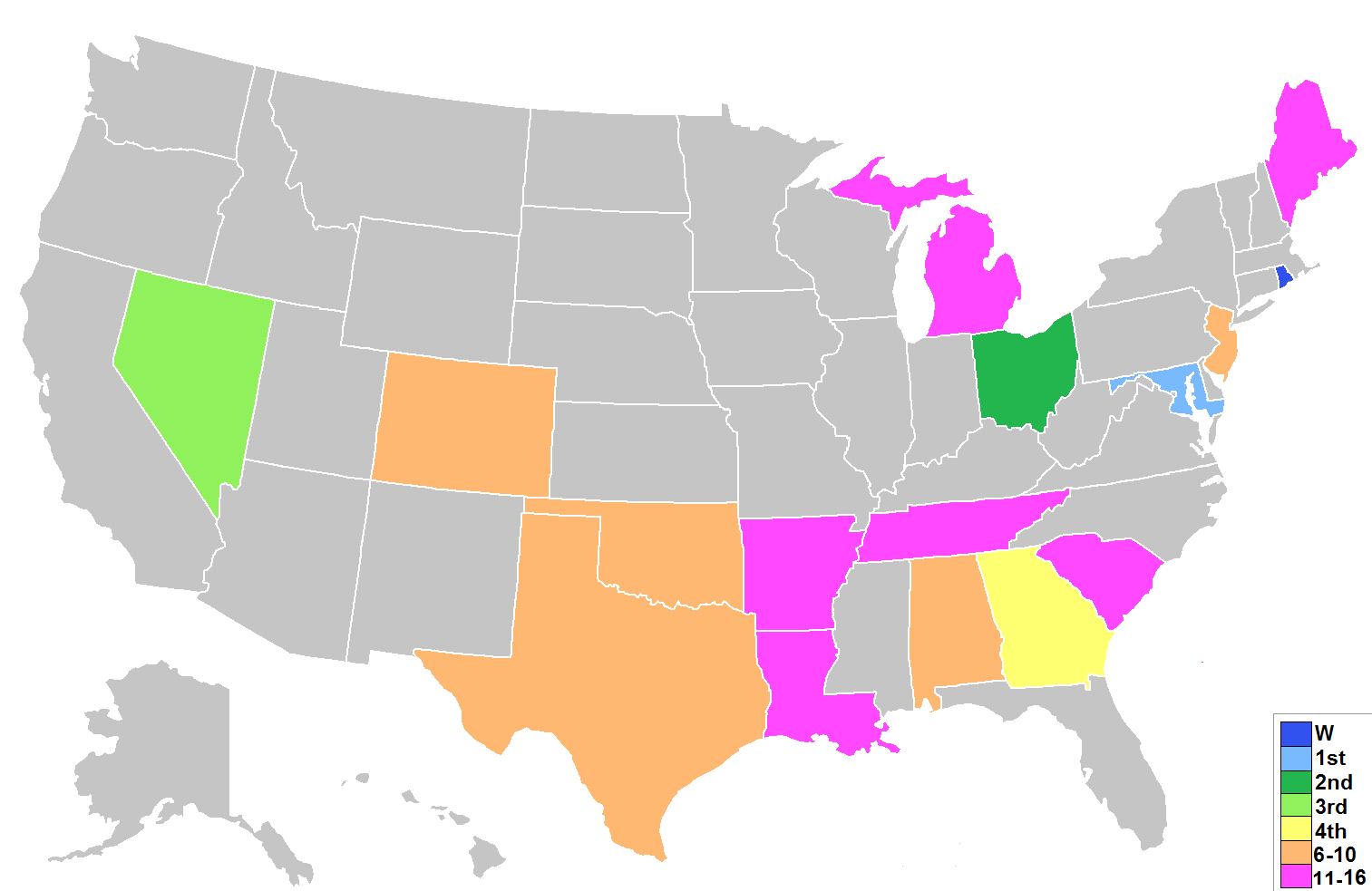
Resultados finales del concurso Miss USA 2012.

| Miss USA 2012             | - Rhode Island - Olivia Culpo |
| Primera finalista         | - Maryland - Nana Meriwether ∞ |
| Segunda finalista         | - Ohio - Audrey Bolte |
| Tercera finalista         | - Nevada - Jade Kelsall |
| Cuarta finalista          | - Georgia - Jazz Wilkins |
| Semifinalistas (Top 10)   | - Alabama - Katherine Webb - Colorado - Marybel González - Nueva Jersey - Michelle Leonardo - Oklahoma - Lauren Taylor Lundeen - Texas - Brittany Booker                   |
| Cuartofinalistas (Top 16) | - Arkansas - Kelsey Dow Δ - Louisiana - Erin Edmiston - Maine - Rani Williamson - Michigan - Kristen Danyal - Carolina del Sur - Erika Powell - Tennessee - Jessica Hibler |

- Δ Recibió votos para entrar al Top 16 por vía Internet y mensajes SMS.
- ∞ Reemplaza a Olivia Culpo como Miss USA, pues esta ganó el título de Miss Universo 2012.

## Áreas de competencia

### Final

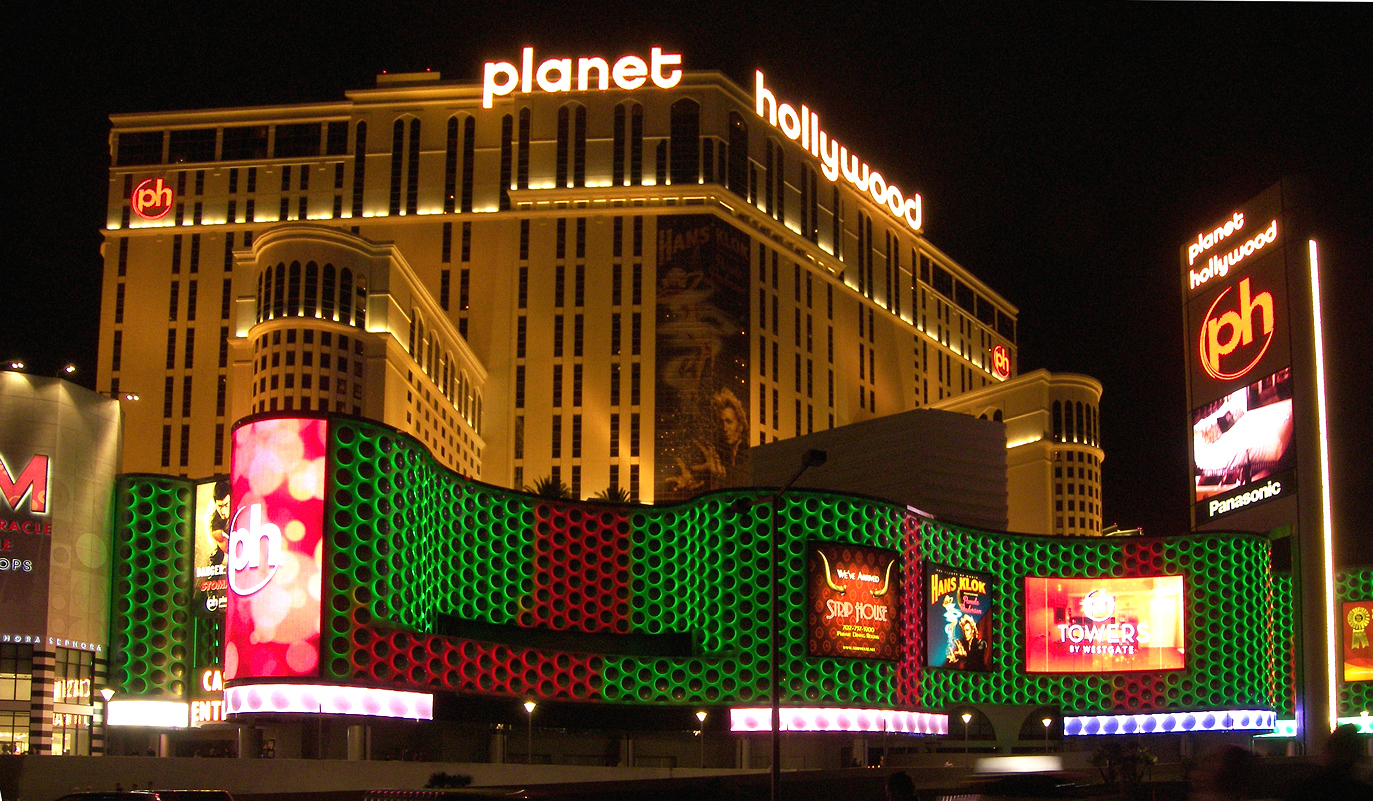
Plante Hollywood, sede del certamen.

La noche final, transmitida en vivo desde el  Planet Hollywood Resort & Casino de Las Vegas, contó con la actuación de las cantantes Akon y Cobra Starship. Fue conducida por Andy Cohen y Giuliana Rancic, mientras que Jeannie Mai y Kelly Osbourne comentaron detalles exclusivos para la transmisión por televisión.
El grupo de 16 cuartofinalistas fue dado a conocer durante la competencia final. Este grupo fue conformado de la siguiente manera:
- El jurado preliminar fue quién eligió a las concursantes que más destacaron en las tres áreas de competencia durante la etapa preliminar, otorgando nueve lugares para la noche final.
- La organización Miss Universo otorgó otros seis lugares para aquellas candidatas que, a consideración de la organización y personal de Miss Universo, eran una buena opción para coronarse como ganadora, basándose en su desempeño durante las actividades del concurso y apreciación personal de los miembros de la organización.
- El público mundial a través de internet calificó a sus candidatas predilectas, siendo la que mayor calificación obtuvo la merecedora de una última plaza en la final.

Estas 16 cuartofinalistas fueron evaluadas por un Jurado final:
- Las 16 cuartofinalistas desfilaron en una nueva ronda en traje de baño , dónde salieron de la competencia seis de ellas.
- Las diez que continuaron (semifinalistas), desfilaron en traje de noche (elegidos al gusto de cada concursante), dónde otras cinco más fueron eliminadas del concurso.
- Las cinco restantes (finalistas) se sometieron a una pregunta por parte del jurado, quien determinó las posiciones finales y a la ganadora, Miss USA 2012.

#### Jurado final
Estos son miembros del jurado que evaluaron a las cuarto, semi y finalistas que elegirán a Miss USA 2012:
- Cat Cora.
- Arsenio Hall.
- Ali Fedotowsky.
- Marilu Henner.
- Joe Jonas.
- Rob Kardashian.
- Dayana Mendoza, Miss Universo 2008 de Venezuela.
- George Kotsiopoulos

### Competencia preliminar
El día 30 de mayo, todas las concursantes desfilaron en traje de noche y en traje de baño (elegidos al gusto de cada concursante) durante la competencia preliminar, llamado por la organización Espectáculo de Presentación. Ellas también fueron entrevistadas en privado por un jurado preliminar. 

#### Jurado preliminar
Estos son los miembros del jurado preliminar, que eligieron a diez de 16 cuartofinalistas, durante el Show de presentación (Competencia preliminar), luego de ver a las candidatas en privado durante entrevistas y pasarela en traje de baño y gala:
- Michael Agbabian
- Cindy Barshop
- Stefan Campbell
- Renee Simon
- Alison Taub
- Kim Wagner
- Randall Winston

### Premios especiales oficiales
La Organización Miss USA otorgó tres premios especiales durante las actividades del Miss USA 2012:

#### Miss Simpatía USA 2012
La concursante ganadora al reconocimiento como Miss Simpatía (Miss Congeniality), fue elegida por las mismas concursantes, quienes votaron en secreto por aquella de sus compañeras que reflejaron mejor el sentido de sana competencia, fraternidad, y amistad entre las naciones.
- Ganadora:  Iowa— Rebecca Hodge

#### Miss Fotogénica USA 2012
Miss Fotogénica fue elegida por el panel de jueces preliminar, eligiendo a la concursante cuyas fotos fueron las mejores.
- Ganadora:  Oregón— Alaina Bergsma

## Relevancia histórica de Miss USA 2012

### Resultados
- Rhode Island gana por primera vez el título de Miss USA.
- Alabama , Carolina del Sur, Georgia, Maine, Maryland, Tennessee  y Texas repiten clasificación a los cuartos de final.
- Maryland clasifica por séptimo año consecutivo.
- Alabama y Maine lo hacen por tercer año consecutivo.
- Carolina del Sur, Georgia, Maryland y Texas pasan por segundo año seguido a cuartos.
- Arkansas, Colorado y Michigan clasificaron por última vez en 2010.
- Nueva Jersey y Rhode Island clasificaron por última vez en 2008.
- Luisiana y Nevada clasificaron por última vez en 2007.
- Ohio clasificó por última vez en 2006.

### Otros datos significativos
- Es la primera ocasión en la que se elige una semifinalista por votaciones vía internet y mensajes de texto.

## Candidatas

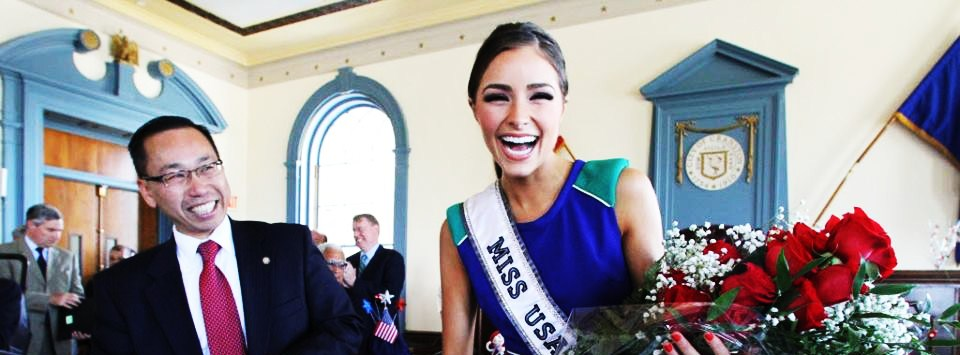
Olivia Culpo obtiene el título de Miss Universo 2012 en diciembre.

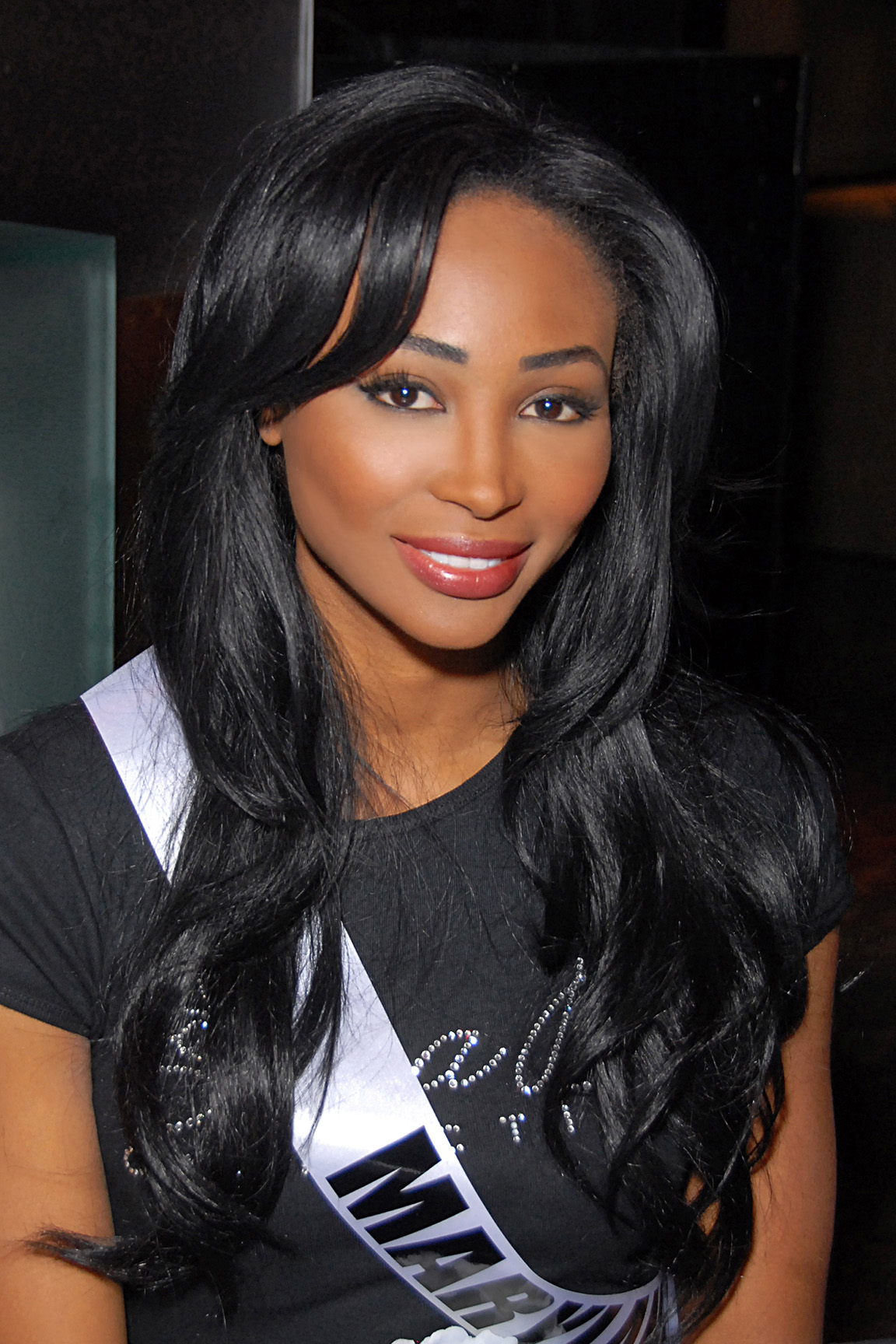
Nana Meriwether asume el título de Miss USA luego de que Olivia ganara el Miss Universo.

51 candidatas compitieron en Miss USA 2012:
(En la tabla se utiliza su nombre completo, los sobrenombres van entrecomillados y los apellidos utilizados como nombre artístico, entre paréntesis; fuera de ella se utilizan sus nombres «artísticos» o simplificados)
| Estado/Distrito      | Candidata             | Edad | Estatura | Residencia         |
| Alabama              | Katherine Webb        | 22   | 5'10     | Phenix City        |
| Alaska               | Jessica Kazmierczak   | 22   | 5'9      | Salcha             |
| Arizona              | Erika Frantzve        | 23   | 5'8      | Scottsdale         |
| Arkansas             | Kelsey Dow            | 21   | 5'7      | Jonesboro          |
| California           | Natalie Pack          | 23   | 6'0      | Los Ángeles        |
| Carolina del Norte   | Sydney Perry          | 21   | 5'1      | Wrightsville Beach |
| Carolina del Sur     | Erika Powell          | 26   | 5'7      | Greenville         |
| Colorado             | Marybel González      | 24   | 5'5      | Denver             |
| Connecticut          | Marie Lynn Piscitelli | 26   | 5'6      | North Haven        |
| Dakota del Norte     | Jaci Stofferahn       | 23   | 5'7      | Fargo              |
| Dakota del Sur       | Taylor Neisen         | 20   | 5'9      | Rapid City         |
| Delaware             | Krista Clausen        | 19   | 5'7      | Georgetown         |
| Distrito de Columbia | Monique Tompkins      | 23   | 5'6      | Washington D. C.   |
| Florida              | Karina Brez           | 23   | 5'8      | Wellington         |
| Georgia              | Jasmyn Wilkins        | 21   | 5'10     | Johns Creek        |
| Hawaii               | Brandie Cazimero      | 26   | 5'9      | Hawaii Cai         |
| Idaho                | Erna Palić            | 25   | 5'7      | Boise              |
| Illinois             | Ashley Hooks          | 25   | 5'8      | Flossmoor          |
| Indiana              | Megan Myrehn          | 21   | 5'7      | Carmel             |
| Iowa                 | Rebecca Hodge         | 22   | 5'5      | Iowa City          |
| Kansas               | Gentry Miller         | 24   | 5'5      | Overland Park      |
| Kentucky             | Amanda Mertz          | 25   | 5'6      | Louisville         |
| Luisiana             | Erin Edmiston         | 22   | 5'7      | Lafayette          |
| Maine                | Rani Williamson       | 25   | 5'6      | Portland           |
| Maryland             | Nana Meriwether       | 26   | 6'0      | Potomac            |
| Massachusetts        | Natalie Pietrzak      | 26   | 5'9      | Boston             |
| Michigan             | Kristen Danyal        | 21   | 5'7      | Detroit            |
| Minesota             | Nitaya Panemalaythong | 26   | 5'8      | Savage             |
| Misisipi             | Myverick García       | 22   | 5'4      | Hattiesburg        |
| Misuri               | Katie Kearney         | 23   | 5'10     | San Luis           |
| Montana              | Autumn Muller         | 25   | 5'8      | Billings           |
| Nebraska             | Amy Spilker           | 22   | 5'9      | Malcolm            |
| Nevada               | Jade Kelsall          | 26   | 5'9      | Las Vegas          |
| Nueva Jersey         | Michelle Leonardo     | 20   | 5'7      | Tinton Falls       |
| Nueva York           | Johanna Sambucini     | 25   | 5'7      | Brooklyn           |
| Nuevo Hampshire      | Samantha Poirier      | 23   | 5'9      | Dover              |
| Nuevo México         | Jessica Martin        | 21   | 5'6      | Las Cruces         |
| Ohio                 | Audrey Bolte          | 23   | 5'9      | Batavia            |
| Oklahoma             | Lauren Taylor Lundeen | 20   | 5'9      | Edmond             |
| Oregón               | Alaina Bergsma        | 22   | 6'3      | Eugene             |
| Pensilvania          | Sheena Monnin         | 27   | 5'8      | Pittsburgh         |
| Rhode Island         | Olivia Culpo          | 19   | 5'7      | Cranston           |
| Tennessee            | Jessica Hibler        | 23   | 5'6      | Nashville          |
| Texas                | Brittany Booker       | 21   | 5'11     | Houston            |
| Utah                 | Kendyl Bell           | 25   | 5'8      | Sandy              |
| Vermont              | Jamie Dragon          | 26   | 5'8      | Stowe              |
| Virginia             | Catherine Muldoon     | 26   | 5'7      | Virginia Beach     |
| Virginia Occidental  | Andrea Rogers         | 24   | 5'11     | Martinsburg        |
| Washington           | Christina Clarke      | 22   | 5'6      | Sammamish          |
| Wisconsin            | Emily Guerin          | 23   | 5'6      | Monroe             |
| Wyoming              | Holly Allen           | 24   | 5'8      | Lander             |

## Datos acerca de las delegadas
- Algunas de las delegadas del Miss USA 2012 han participado, o participarán, en otros certámenes de importancia nacionales e internacionales:
  - Marie Lynn Piscitelli (Connecticut) participó sin éxito en Miss Teen USA 2001.
  - Autumn Muller (Montana) compitió sin éxito en Miss Teen USA 2004.
  - Catherine Muldoon (Virginia) fue semifinalista en Miss Teen USA 2004 representando a Nueva York.
  - Erika Powell (Carolina del Sur) fue semifinalista en Miss América 2006.
  - Gentry Miller (Kansas) fue semifinalista en Miss Teen USA 2006.
  - Megan Myrehn (Indiana) fue semifinalista en Miss Teen USA 2008 representando a Virginia.
  - Michelle Leonardo (Nueva Jersey) compitió sin éxito en Miss Teen USA 2008.
  - Sydney Perry (Carolina del Norte) participó sin éxito en Miss Teen USA 2008 representando a Vermont.
  - Natalie Pack (California) participó en el ciclo 12 de America's Next Top Model realizado en 2009.
  - Kristen Danyal (Michigan) fue semifinalista en Miss Teen USA 2009.
  - Michelle Leonardo (Nueva Jersey) ganó Miss Teen United States World 2009 y fue tercera finalista en Miss Teen World 2009.
  - Jessica Martin (Nuevo México) fue segunda finalista en Miss Earth United States 2010.

- Algunas de las delegadas nacieron o viven en otro estado o región al que representarán, o bien, tienen un origen étnico distinto:
  - Karina Brez (Florida) nació en Ucrania.
  - Erna Palic (Idaho) nació en Bosnia y Herzegovina.
  - Nana Meriwether (Maryland) nació en Sudáfrica.
  - Nitaya Panemalaythong (Minesota) nació en Tailandia.
  - Johanna Sambucini (Nueva York) nació en República Dominicana.